# Hilara setipleura
Hilara setipleura är en tvåvingeart som beskrevs av Smith 1962. Hilara setipleura ingår i släktet Hilara och familjen dansflugor. Inga underarter finns listade i Catalogue of Life.